# Списак председника Њујоршке јавне библиотеке
Председник Њујоршке јавне библиотеке обавља функцију главног извршног директора Њујоршке јавне библиотеке  (NYPL) и врши општи надзор над њеним пословима. Председника сваке године бира Управни одбор Народне библиотеке Њујорка. Џон Бигелоу је био први председник од оснивања библиотеке 1895. до своје смрти 1911. Садашњи председник је Ентони Маркс, који је на тој функцији од 2011. Садашњи председник који је на тој функцији од 2011. примао је плату од 781.000 долара.
На наговор Џона Бигелоуа, извршиоца тестамента Семјуела Ј. Тилдена, NYPL је формирана када су се библиотеке Ленокс и Астор спојиле 1895. године. И Астор и Ленокс су задржали председнике током свог постојања. Три библиотеке су имале укупно двадесет председника. Историјски гледано, председници библиотека су били и богати и истакнути појединци, као што је писац и дипломата Вашингтон Ирвинг; гувернер Њујорка, државни секретар Сједињених Држава и сенатор Сједињених Држава Хамилтон Фиш; и бизнисмен Џон Стјуарт Кенеди. Поред тога, неколико истакнутих адвоката је обављало функцију председника, укључујући Џона Ламберта Кадваладера, Џорџа Л. Рајвса, Луиса Кеса Ледијарда и Френка Полка. Било је уобичајено да председници служе до своје смрти све док Морис Хедли није поднео оставку 1958. Након тога, сви председници су поднели оставке пре своје смрти, са изузетком Тимотија С. Хилија.
Ленокс библиотеку је 1870. основао Џејмс Ленокс, који је био њен председник до своје смрти 1880. Након Леноксове смрти, његов син Роберт Ленокс Кенеди га је наследио и служио је седам година пре него што га је заменио Џон С. Кенеди, који ће служити до спајања библиотека 1895. године. Библиотека Астор је основана 1848. године по налогу Џозефа Когсвела. Његов главни добротвор био је Џон Џејкоб Астор, који је оставио 400.000 долара библиотеци. Дана 14. фебруара 1849. године, повереници библиотеке су се састали и изабрали свог првог председника Вашингтона Ирвинга, који ће служити до своје смрти 1859. године. После Ирвинга, изабран је Вилијам Бакхуз Астор, а затим и Александар Хамилтон млађи, Хамилтон Фиш и Томас М. Марко (од којих је последњи служио до спајања Астора у NYPL). NYPL је од тада имао дванаест председника.

## Астор библиотека
| Не. | Слика | председник              | Термин                     | Дужина трајања | Реф   |
| --- | ----- | ----------------------- | -------------------------- | -------------- | ----- |
| 1   |       | Вашингтон Ирвинг        | 1849–1859                  | 10 година      | [ 5 ] |
| 2   |       | Вилијам Бакхуз Астор    | 1860–1875                  | 15 година      | [ 5 ] |
| 3   |       | Александер Хамилтон мл. | 1876–1889                  | 13 година      | [ 5 ] |
| 4   |       | Хамилтон Фиш            | вршилац дужности 1890–1891 | 1 година       | [ 5 ] |
| 5   | –     | Томас Марко             | 1891–1895                  | 4 године       | [ 6 ] |

## Ленокс библиотека
| Не. | Слика | председник           | Термин    | Дужина трајања | Реф   |
| --- | ----- | -------------------- | --------- | -------------- | ----- |
| 1   |       | Џејмс Ленокс         | 1870–1880 | 10 година      | [ 7 ] |
| 2   |       | Роберт Ленокс Кенеди | 1880–1887 | 7 година       | [ 7 ] |
| 3   |       | Џон Стјуарт Кенеди   | 1887–1895 | 8 година       | [ 7 ] |

## Њујоршка јавна библиотека
| Не. | Слика | председник             | Термин                                 | Дужина трајања                | Реф(е)               |
| --- | --- | ---------------------- | -------------------------------------- | ----------------------------- | -------------------- |
| 1   | | Џон Бигелоу            | 27. маја 1895. године – 19.12.1911     | 16 година, 6 месеци, 22 дана  | [ 8 ]                |
| 2   | | Џон Ламберт Кадволадер | 19. децембра 1911. године – 11.3.1914  | 2 године, 2 месеца, 20 дана   | [ 9 ]                |
| 3   | A black and white photo of an older white man with a beard in academic robes and a graduation cap                                                                   | Џорџ Л. Ривс           | 13. маја 1914. године – 18.08.1917     | 3 године, 5 месеци, 4 дана    | [ 10 ]               |
| 4   | | Луис Кес Ледијард      | 12. децембра 1917. године – 12.01.1932 | 14 година, 1 месец, 0 дана    | [ 11 ]               |
| 5   | | Френк Полк             | 13. априла 1932 – 7. фебруар 1943      | 10 година, 9 месеци, 25 дана  | [ 12 ]               |
| 6   | | Морис Хедли            | 8. фебруара 1943 – 08.01.1958          | 14 година, 11 месеци, 0 дана  | [ 13 ] [ 14 ]        |
| 7   | – | Гилберт В. Чепмен      | 8. јануара 1959. године – 01.02.1971   | 12 година, 1 месец, 0 дана    | [ 15 ]               |
| 8   | – | Ричард В. Купер        | 1. фебруара 1971. године – 01.07.1981  | 10 година, 5 месеци, 0 дана   | [ 16 ]               |
| 9   | An older short-haired white man with a white goatee in a suit and tie stands before a podium.                                                                       | Вартан Грегоријан      | 1. јула 1981. године – 01.12.1989      | 8 година, 5 месеци, 0 дана    | [ 17 ]               |
| 10  | A black-and-white photo of a middle-aged, short-haired white man with large wire-frame glasses wearing black robes and a clerical collar speaking into a microphone | Тимоти С. Хили         | 1. децембра 1989. године – 30.12.1992  | 3 године, 0 месеци, 29 дана   | [ 18 ]               |
| 11  | A photo of a young white man in a light-colored suit at bust length                                                                                                 | Пол Леклерк            | 1. децембра 1993. године – 01.07.2011  | 17 година, 7 месеци, 0 дана   | [ 19 ] [ 20 ] [ 21 ] |
| 12  | | Ентони Маркс           | 11. јула 2011. године - тренутно       | 13 година, 9 месеци и 27 дана | [ 22 ] [ 23 ]        |